# 王泰徵
王泰徵（？—17世紀），字嘉生，號蘆人，湖廣荊州府江陵縣人，明朝、南明政治人物。

## 生平
王泰徵是崇禎三年（1630年）庚午科湖廣鄉試第七名舉人，崇禎十年（1637年）成進士，刑部觀政，曾任吳川、新會及建陽知縣，崇祯十七年八月陞任禮部祠祭司主事，丁憂歸。
弘光時，陞任員外郎、郎中。明亡，在新安檀山隱居，以讀書授徒度日，卒年八十。

## 家族
曾祖王天宠，祖父王世纲，赠吏科给事中；父王文谟。

## 引用
1. 1 2  錢海岳《南明史·卷三十一·列傳第七》：（弘光）時禮部司官：王泰徵，字嘉生，江陵人。崇禎十年進士。歷吳川、新會、建陽知縣，儀制主事、員外郎、郎中。問學淹洽，授徒檀山。卒年八十。
2. ↑  光緒《重修江陵縣志·卷四十五·選舉志》：（崇禎）三年庚午科（舉人）……王泰徵
3. ↑  《崇祯十年丁丑科进士三代履历》：王泰征，曾祖天宠，祖世纲，赠吏科给事中；父文谟。芦人，易三房，庚戌十一月二十一日生，江陵县人，庚午七名，会四十四名，二甲一百六十一名，刑部观政，戊寅四月授吴川知县，己卯调繁新会县，庚辰丁憂，癸未起補建阳知县，甲申八月升礼部祠祭司主事，丁憂。
4. ↑  光緒《重修江陵縣志·卷二十七·人物志》：王泰徵，字嘉生，崇禎丁丑進士，知建陽，行取禮部主事。明亡隱居新安，性嗜學，博綜羣籍，手不釋卷，年八十卒。